# Olympische Jugend-Sommerspiele 2018/Teilnehmer (Finnland)
| Gelbes Symbol für Goldmedaillen mit stilisierten Olympischen Ringen | Graues Symbol für Silbermedaillen mit stilisierten Olympischen Ringen | Braundes Symbol für Bronzemedaillen mit stilisierten Olympischen Ringen |
| ------------------------------------------------------------------- | --------------------------------------------------------------------- | ----------------------------------------------------------------------- |
| 1                                                                   | —                                                                     | 1                                                                       |

Die Jugend-Olympiamannschaft aus Finnland für die III. Olympischen Jugend-Sommerspiele vom 6. bis 18. Oktober 2018 in Buenos Aires (Argentinien) bestand aus 25 Athleten.

## Athleten nach Sportarten

### Golf
| Mädchen - Elina Saksa Einzel: 16. Platz Mixed: 17. Platz | Jungen - Eemil Alajärvi Einzel: 26. Platz Mixed: 17. Platz |

### Judo
Jungen
- Turpal Djoukaev
Klasse bis 66 kg: 7. Platz
Mixed: 5. Platz (im Team Los Angeles)

### Leichtathletik
| Mädchen - Johanna Kylmänen 100 m: 11. Platz - Alisa Virtanen 800 m: 14. Platz - Nathalie Blomqvist 1500 m: 6. Platz - Pinja Kotinurmi 2000 m Hindernis: 8. Platz - Kia Laisi 400 m Hürden: DNS (2. Lauf) - Jessica Kähärä Hochsprung: Bronze - Sara Killinen Hammerwurf: 5. Platz - Minna Hollanti Speerwurf: 11. Platz | Jungen - Eemil Helander 2000 m Hindernis: 6. Platz - Julius Mäkinen 3000 m: 13. Platz - Arttu Mattila Hochsprung: 6. Platz - Oskari Lahtinen Hammerwurf: 6. Platz - Topias Laine Speerwurf: Gold |

### Schießen
Mädchen
- Viivi Natalia Kemppi
Luftgewehr 10 m: 9. Platz (Qualifikation)
Luftgewehr Mixed: Bronze  (mit Facundo Firmapaz  Argentinien)

### Schwimmen
| Mädchen - Nea-Amanda Heinola 50 m Freistil: 14. Platz (Halbfinale) 100 m Freistil: 21. Platz (Vorrunde) 200 m Freistil: 27. Platz (Vorrunde) 50 m Rücken: 25. Platz (Vorrunde) 50 m Schmetterling: 22. Platz (Vorrunde) 200 m Lagen: 15. Platz (Vorrunde) 4 × 100 m Lagen Mixed: 22. Platz (Vorrunde) - Laura Lahtinen 50 m Brust: 11. Platz (Halbfinale) 100 m Brust: 34. Platz (Vorrunde) 200 m Brust: disqualifiziert (Vorrunde) 100 m Schmetterling: 15. Platz (Halbfinale) 200 m Schmetterling: 5. Platz 4 × 100 m Lagen Mixed: 22. Platz (Vorrunde) | Jungen - Alexey Belfer 50 m Freistil: 21. Platz (Vorrunde) 4 × 100 m Lagen Mixed: 22. Platz (Vorrunde) - Roni Kallström 50 m Rücken: 15. Platz (Halbfinale) 100 m Rücken: 19. Platz (Vorrunde) 200 m Rücken: 21. Platz (Vorrunde) 4 × 100 m Lagen Mixed: 22. Platz (Vorrunde) |

### Tischtennis
Mädchen
- Annika Lundström
Einzel: Gruppenphase
Mixed: Gruppenphase (mit Jann Mari Nayre   Philippinen)

### Turnen

#### Gymnastik
Mädchen
- Ada Hautala
Einzelmehrkampf: 9. Platz
Mixed: 4. Platz (im Team Grau)

#### Rhythmische Sportgymnastik
Mädchen
- Aurora Arvelo
Einzel: 12. Platz (Qualifikation)
Mixed: 5. Platz (im Team Lila)

### Wasserspringen
Mädchen
- Ronja Rundgren
Turmspringen 10 m: 8. Platz
Mixed: 12. Platz (mit Anthony Harding  Vereinigtes Königreich)